# Catocala aholah
Catocala aholah là một loài bướm đêm trong họ Erebidae.